# Човешка сигурност
Човешка сигурност  e нововъзникваща парадигма за разбирането на глобалните уязвимости, пропонентите на този нов термин оспорват и поставят под съмнение традиционното понятие за национална сигурност, като твърдят, че правилният референт за сигурността трябва да бъде по-скоро на индивидуално, а не на държавно ниво. Човешката сигурност поддържа виждането за ориентирана около човека идея за сигурността, която е необходима де факто за националната, регионална и глобална стабилност.
Концепцията възниква от пост-Студената война, мултидисциплинарно разбиране за сигурността, включващо определен брой изследователски полета, включително изследвания на развитието, международни отношения, стратегически изследвания и човешки права. Програмата за развитие на ООН от 1994 Доклад за човешкото развитие се смята за основна публикация в полето на човешката сигурност със своята аргументация, че осигуряването на „свобода от нужда“ (право на адекватен стандарт на живот) и „свобода от страха“ за всички хора е най-добрият път за справяне с въпроса за глобалната сигурност .
Критиците на концепцията оспорват, че нейната спътност подкопава нейната ефективност  и че не помага на изследователската общност да разбере какво означава сигурност или също така че не помага вземащите решения да формулират добри политики .